# 전진수
전진수(全鎭洙, 1940년 11월 18일 ~ )는 조선민주주의인민공화국의 군인 겸 정치인이다. 조선인민군 상장으로 평양시 위수사령관 겸 조선로동당 중앙위원회 위원이다. 최고인민회의 제12기 대의원이다.

## 경력
1930년 일제강점기에 함경남도에서 태어났다. 1982년 1월 당 중앙위 후보위원을 거쳐 1984년 12월 당 중앙위 위원에 선출되었다. 1982년 10월 인민군 소장, 1985년 5월 중장, 1992년 4월 상장으로 각각 진급한 이후 1994년 10월 4군단장에 임명되었다. 인민군 총참모부 부총참모장을 역임한 이후, 현재는 평양시 위수사령관을 맡고 있다. 2010년 9월, 조선로동당 중앙위원회 위원에 선임되었다.

## 최고인민회의 대의원
1982년 최고인민회의 제7기 대의원에 선출된 이래, 제8~11기 대의원을 차례로 지냈으며, 2009년 4월이후 제12기 대의원을 맡고 있다.

## 수훈
2002년 4월 김일성훈장을 받았다.

## 기타
1994년 김일성, 1995년 오진우, 2011년 김정일 사망 당시에 국가 장의위원회 위원을 맡았다.